# Jan Błędowski (zm. 1621)
Jan Błędowski herbu Półkozic (zm. w 1621 roku) – wojski kijowski w latach 1609–1621.
Wziął udział w wyprawie Samozwańców w orszaku Romana Różyńskiego. Poseł na sejm pacyfikacyjny 1613 roku.  Były dysydentem.